# Mirandela
Mirandela és un municipi portuguès, situat al districte de Bragança, a la regió del Nord i a la subregió de l'Alt Trás-os-Montes.L'any 2001 tenia 25.742 habitants. Es divideix en 37 freguesies. Limita al nord amb Vinhais, a l'est amb Macedo de Cavaleiros, al sud amb Vila Flor i Carrazeda de Ansiães i a l'oest amb Murça i Valpaços.

## Història
Alfons III va fer una carta de poblament el 25 de maig de 1250. Fou reconeguda com a ciutat el 28 de juny de 1984.
| Població del concelho de Mirandela (1801 – 2004) | Població del concelho de Mirandela (1801 – 2004) | Població del concelho de Mirandela (1801 – 2004) | Població del concelho de Mirandela (1801 – 2004) | Població del concelho de Mirandela (1801 – 2004) | Població del concelho de Mirandela (1801 – 2004) | Població del concelho de Mirandela (1801 – 2004) | Població del concelho de Mirandela (1801 – 2004) | Població del concelho de Mirandela (1801 – 2004) |
| ------------------------------------------------ | ------------------------------------------------ | ------------------------------------------------ | ------------------------------------------------ | ------------------------------------------------ | ------------------------------------------------ | ------------------------------------------------ | ------------------------------------------------ | ------------------------------------------------ |
| 1801                                             | 1849                                             | 1900                                             | 1930                                             | 1960                                             | 1981                                             | 1991                                             | 2001                                             | 2004                                             |
| 5579                                             | 5180                                             | 20789                                            | 23007                                            | 29912                                            | 28879                                            | 25209                                            | 25819                                            | 25780                                            |

## Freguesies
- Abambres
- Abreiro
- Aguieiras
- Alvites
- Avantos
- Avidagos
- Barcel
- Bouça
- Cabanelas
- Caravelas
- Carvalhais
- Cedães
- Cobro
- Fradizela
- Franco
- Frechas
- Freixeda
- Lamas de Orelhão
- Marmelos
- Mascarenhas
- Mirandela
- Múrias
- Navalho
- Passos
- Pereira
- Romeu
- São Pedro Velho
- São Salvador
- Suçães
- Torre de Dona Chama
- Vale de Asnes
- Vale de Gouvinhas
- Vale de Salgueiro
- Vale de Telhas
- Valverde
- Vila Boa
- Vila Verde

## Persones il·lustres
- Eurico Carrapatoso, compositor musical.
- Luciano Cordeiro (1844 — 1900), historiador, polític i geògraf